# Valkiria
Valkiria, född 18 augusti 2000 i Tlalcosahua i Jalisco, är en mexikansk fribrottare inom den mexikanska stilen lucha libre. Hon har brottats för Mexikos äldsta fribrottningsförbund, Consejo Mundial de Lucha Libre sedan 2018 i deras Guadalajara-arena men fick chansen att brottas i Mexico City och i television först 2023, där hon brottats regelbundet sedan januari 2023.  
Hon gestaltar en rudo, det vill säga en ond karaktär, till skillnad från en tecnico som är de goda. Valkiria brottas med en fribrottningsmask och hennes identitet är inte känd av allmänheten, vilket är vanligt inom lucha libre.
Innan hon började med fribrottning så simmade hon professionellt.
Hon tränades av El Satanico, en legendarisk brottare och tränare inom Guadalajara-området.